# Sveti Florjan nad Škofjo Loko
Sveti Florjan nad Škofjo Loko – wieś w Słowenii, w gminie Škofja Loka. W 2018 roku liczyła 30 mieszkańców.